# BC.Game Esports
Шаблон:Киберспортивная команда
BC.Game Esports — киберспортивная организация, выступающая в дисциплине Counter-Strike 2. Основана в 2024 году. Команда известна частыми изменениями состава и подписанием звёздных игроков.

## История
- **2024** — основание организации, первое участие в турнирах (например, CCT Season 2 Europe Series #6). 0
- **Начало 2025 года** — обновление состава: присоединились Nemanja "nexa" Isaković, Aleksandar "CacaNito" Kjulukoski и другие. 1
- **Февраль–март 2025** — команда вышла в финал и выиграла CCT Season 2 Europe Series #19, обыграв Fnatic со счётом 2:0. 2
- **Февраль 2025** — успешная квалификация на IEM Dallas 2025 после побед над Astralis и BIG. 3
- **Март 2025** — выступление на CCT Global Finals и других турнирах (в том числе столкновения с Heroic, Partizan и др.). 4

## Результаты и достижения
| Турнир                         | Место          | Приз (примерно) |
| ------------------------------ | -------------- | --------------- |
| CCT Season 2 Europe Series #19 | 1-е            | $22 000 5     |
| IEM Dallas 2025 (квалификация) | Участие на LAN | —               |
| CCT Season 2 Europe Series #18 | 2-е            | $10 000 6     |
| EPL Season 24                  | 2-е            | $3 000 7      |
| The Proving Grounds Season 1   | 3-е            | ≈ $5 762 8    |
| Общий доход (2025)             | —              | ≈ $53 762 9   |

## Турнирная статистика и рейтинг
- К середине 2025 года BC.Game занимала **43-е место из примерно 350 команд** в мировом рейтинге HLTV; ранее достигла пика на **24-м месте**. 10
- Общий призовой фонд Выигранных турниров составляет около **$66 762**.